# 西里西亚省 (普鲁士)
西里西亚省（德語：Provinz Schlesien）是1815年至1919年之间普鲁士的一个省份。该省的领土是普鲁士于18世纪时，西里西亚战争之中，从哈布斯堡王朝手上夺得的。西里西亚省的首都是布雷斯劳。在1919年魏玛共和国时期，西里西亚省分为上西里西亚和下西里西亚省。1938至1941年期间，两省又曾重新合并。

## 歷史

### 普魯士西里西亞
奧地利女皇玛丽亚·特蕾莎加冕为波西米亚王国女王后，立即引发了普鲁士国王腓特烈大帝对西里西亚地区的入侵，从而引发了奥地利王位继承战争（1740-1748）。到1742年第一次西里西亚战争结束时，普鲁士军队已经征服了哈布斯堡王室在西里西亚的几乎所有土地，而根据布雷斯劳和柏林的和平条约，只有最东南部的一些小部分地区，如特申以及特罗保公国和尼萨公国的南部地区仍然是哈布斯堡王朝的领地，称为奥地利西里西亚。玛丽亚·特蕾莎在第二次西里西亚战争（1744-1745）中夺回王室土地的尝试以失败告終，她最终不得不根据《德累斯顿条约》放弃对西里西亚的主权要求。
第三次西里西亚战争（1756-1763）是七年战争的一部分，再次确认了普鲁士对西里西亚大部分地区的控制，并且由于其人口變得以新教人口为主，特别是在下西里西亚，它成为霍亨索伦家族的普鲁士最忠诚的领土之一。当普鲁士领土在维也纳会议上進行重组时，西里西亞被全盤保留给了普鲁士，由此建立了西里西亚省。该省是由普鲁士在西里西亚战争中获得的领土以及萨克森国王腓特烈·奥古斯都一世不得不放弃的上卢萨蒂亚创建的，邻近格尔利茨的上劳西茨地区一同加入。由于这些土地在1806年之前一直是神圣罗马帝国的一部分，因此西里西亚跟随普鲁士的东部地区归属德意志邦联管辖。

### 從拿破崙到德意志帝國
1815年，拿破仑战争结束后，普鲁士西里西亚正式重组为西里西亚省。该省东部三分之一地区上西里西亚的受中世纪德国东向殖民运动的影响要小得多。根据1905年的人口普查，大约四分之三的西里西亚居民讲德语，而奥得河以东的大多数人口讲波兰语（包括西里西亚语和拉赫方言）。由于上西里西亚煤盆地丰富的铁矿和黑煤矿藏，该地区很早实现了相当程度的工业化和城市化，当时许多来自邻近的波森和波兰议会王国的人移民到这里。1871年德意志统一后，西里西亚作为普鲁士的一个省成为了德意志帝国的一部分。上西里西亚工业区是德意志帝国仅次于鲁尔区的第二大工业集聚区。几十年来，以天主教为主的上西里西亚公民大多数投票支持德国中间党，而下西里西亚选区则由自由党和社会民主党主导。第一次世界大战前夕，种族紧张局势加剧，沃伊切赫·科尔凡蒂等政客脱离了中间党，并表达了不同的波兰人的利益。

### 威瑪共和國
1919年，战争结束一年后，魏玛德国境内剩余的西里西亚部分被重组为下西里西亚省和上西里西亚省两个省。经过三次西里西亚起义和1921年上西里西亚公民投票，工业城镇卡托维茨周围的上西里西亚省东部部分被划归波兰第二共和国，并于1922年并入波兰的西里西亚省。此外，1920年根据凡尔赛条约，赫卢钦地区被割让给捷克斯洛伐克。

### 納粹德國
1933至38年，在纳粹德国治理下，原有王国被重组为大区，是为下西里西亚大区（首府布雷斯劳）和上西里西亚大区（首府卡托維茨）。在1938年至1941年之间，下上西里西亚大区再度合并为西里西亚大区，治所在布雷斯劳。随后在征服波兰后，边界向东延伸，波兰西里西亚的部分地区并入该省。1941年1月27日，第二次世界大战期间，西里西亚省再次分裂，恢复为上西里西亚和下西里西亚。

### 二戰後
二战末期，在苏军的西里西亚攻势下，德军全线溃败；至1945年3月底奥德-尼斯河以东全部失陷。根据波茨坦协定，西里西亚的大部分的地区都被划归波兰，这些地区的大部分德国人口在二战后被种族清洗、强制迁移至西部。今日西里西亚仍有一小部分地区（即勞西茨地区）归属德国勃兰登堡州和萨克森州管辖。

## 人口

民族地圖

根据1890年普鲁士人口普查，西里西亚省人口为4,224,458人，其中3,105,843人（73.52%）為德意志人，973,596人（23.05%）為波蘭人，68,781人（1.63%）為捷克人，26,257人（0.62%）為索布人，和48,045人(1.14%)被确定为双语。具體分佈如下：
- 利格尼茨行政區-1,047,405（96.41%德语、2.51%索布语、0.53%波兰语、0.11%捷克语、0.38%双语）。
- 布雷斯勞行政區-1,599,322（95.63%德语、3.08%波兰语、0.59%捷克语、0.64%双语）。
- 奧珀倫行政区-1,577,731（58.23%波兰语、35.91%德国语、3.69%捷克语、2.14%双语）。